# Birk Risa
Birk Risa (Tjora, 1998. február 13. –) norvég korosztályos válogatott labdarúgó, az amerikai New York City hátvéde.

## Pályafutása

### Klubcsapatokban
Risa a norvégiai Tjora községben született. Az ifjúsági pályafutását a Sola és a Sandnes Ulf csapatában kezdte, majd a német Köln akadémiájánál folytatta.
2017-ben mutatkozott be a Köln első osztályban szereplő felnőtt keretében. 2018-ban a norvég Odd szerződtette. 2020. október 5-én a Moldéhez igazolt. Először a 2020. október 25-ei, Strømsgodset ellen 2–1-re megnyert mérkőzésen lépett pályára. Első gólját 2021. június 16-án, a Sarpsborg 08 ellen hazai pályán 4–1-es győzelemmel zárult találkozón szerezte meg. 2023. július 17-én 2½ éves szerződést kötött az észak-amerikai első osztályban érdekelt New York City együttesével.

### A válogatottban
Risa az U16-ostól az U21-esig szinte minden korosztályos válogatottban képviselte Norvégiát.

## Statisztikák
2023. július 9. szerint
| Klub     | Szezon   | Osztály     | Bajnokság | Bajnokság | Kupa  | Kupa | Nemzetközi | Nemzetközi | Összesen | Összesen |
| Klub     | Szezon   | Osztály     | Meccs     | Gól       | Meccs | Gól  | Meccs      | Gól        | Meccs    | Gól      |
| -------- | -------- | ----------- | --------- | --------- | ----- | ---- | ---------- | ---------- | -------- | -------- |
| Köln     | 2017–18  | Bundesliga  | 2         | 0         | 0     | 0    | —          | —          | 2        | 0        |
| Odd      | 2018     | Eliteserien | 26        | 1         | 1     | 1    | —          | —          | 27       | 2        |
| Odd      | 2019     | Eliteserien | 30        | 2         | 4     | 0    | —          | —          | 34       | 2        |
| Odd      | 2020     | Eliteserien | 20        | 1         | 0     | 0    | —          | —          | 20       | 1        |
| Odd      | Összesen | Összesen    | 76        | 4         | 5     | 1    | 0          | 0          | 81       | 5        |
| Molde    | 2020     | Eliteserien | 7         | 0         | 0     | 0    | 5          | 0          | 12       | 0        |
| Molde    | 2021     | Eliteserien | 17        | 3         | 5     | 0    | 4          | 0          | 26       | 3        |
| Molde    | 2022     | Eliteserien | 26        | 0         | 2     | 0    | 10         | 0          | 38       | 0        |
| Molde    | 2023     | Eliteserien | 13        | 0         | 3     | 0    | —          | —          | 16       | 0        |
| Molde    | Összesen | Összesen    | 63        | 3         | 10    | 0    | 19         | 0          | 92       | 3        |
| Összesen | Összesen | Összesen    | 141       | 7         | 15    | 1    | 19         | 0          | 174      | 8        |

## Sikerei, díjai
Molde
- Eliteserien
  - Bajnok (1): 2022
  - Ezüstérmes (2): 2020, 2021

- Norvég Kupa
  - Győztes (1): 2021–22